# Elasmus
Elasmus är ett släkte av steklar som beskrevs av John Obadiah Westwood 1833. Elasmus ingår i familjen finglanssteklar.

## Dottertaxa tillElasmus, i alfabetisk ordning[1][2]
- Elasmus acuminatus
- Elasmus alami
- Elasmus albicoxa
- Elasmus albizziae
- Elasmus albopictus
- Elasmus anamalaianus
- Elasmus angeliconini
- Elasmus anius
- Elasmus anthocleistae
- Elasmus anticles
- Elasmus apanteli
- Elasmus apus
- Elasmus aquila
- Elasmus arachidis
- Elasmus arumburinga
- Elasmus ashmeadi
- Elasmus aspidiscae
- Elasmus atamiensis
- Elasmus atratus
- Elasmus auratiscutellum
- Elasmus australiensis
- Elasmus bellicaput
- Elasmus bellus
- Elasmus bicolor
- Elasmus binocellatus
- Elasmus bistrigatus
- Elasmus borrowi
- Elasmus brasiliensis
- Elasmus brevicornis
- Elasmus broomensis
- Elasmus cairnsensis
- Elasmus cameroni
- Elasmus camerounensis
- Elasmus capensis
- Elasmus cavicolous
- Elasmus cellulatus
- Elasmus centaurus
- Elasmus cervus
- Elasmus chapadae
- Elasmus ciopkaloi
- Elasmus circulus
- Elasmus claripennis
- Elasmus cnaphalocrocis
- Elasmus colemani
- Elasmus concinnus
- Elasmus consummatus
- Elasmus cyaneicoxa
- Elasmus cyaneilla
- Elasmus cyaneus
- Elasmus cyanomontanus
- Elasmus cygnus
- Elasmus dalhousieanus
- Elasmus deccanus
- Elasmus divinus
- Elasmus doddi
- Elasmus dorsalis
- Elasmus dumasi
- Elasmus elegans
- Elasmus ero
- Elasmus eximius
- Elasmus fasciatipes
- Elasmus ferrierei
- Elasmus fictus
- Elasmus firdonsini
- Elasmus flabellatus
- Elasmus flavescens
- Elasmus flavinotus
- Elasmus flavipostscutellum
- Elasmus flavipropleurum
- Elasmus flaviventris
- Elasmus flavocorpus
- Elasmus flavoscutellatus
- Elasmus flavus
- Elasmus floridensis
- Elasmus formosus
- Elasmus froudei
- Elasmus fulviceps
- Elasmus fulvicornis
- Elasmus funereus
- Elasmus genalis
- Elasmus grimmi
- Elasmus hakonensis
- Elasmus helvus
- Elasmus homonaeoides
- Elasmus ignorabilis
- Elasmus impudens
- Elasmus indicoides
- Elasmus indicus
- Elasmus inkaka
- Elasmus insolitidens
- Elasmus insularis
- Elasmus issikii
- Elasmus japonicus
- Elasmus jocosus
- Elasmus khandalus
- Elasmus kodaianus
- Elasmus kollimalaianus
- Elasmus krishnagiriensis
- Elasmus kurandaensis
- Elasmus languidus
- Elasmus levifrons
- Elasmus lividus
- Elasmus longiclava
- Elasmus longicornis
- Elasmus longifasciativentris
- Elasmus longiscapus
- Elasmus longiventris
- Elasmus lutens
- Elasmus maculatipennis
- Elasmus maculatus
- Elasmus maculosus
- Elasmus madagascariensis
- Elasmus maderae
- Elasmus mahabaleswarensis
- Elasmus mahabalii
- Elasmus mandibularis
- Elasmus margipostscutellum
- Elasmus margiscutellum
- Elasmus marylandicus
- Elasmus maurus
- Elasmus meteori
- Elasmus mexicanus
- Elasmus minnehaha
- Elasmus minor
- Elasmus missouriensis
- Elasmus mordax
- Elasmus munnarus
- Elasmus muscoides
- Elasmus nagombiensis
- Elasmus narendrani
- Elasmus nativus
- Elasmus neofunereus
- Elasmus nephantidis
- Elasmus nigricorpus
- Elasmus nigricus
- Elasmus nigripes
- Elasmus nigriscutellum
- Elasmus nigritus
- Elasmus nikolskayae
- Elasmus nowickii
- Elasmus noyesi
- Elasmus nudus
- Elasmus obesoceratis
- Elasmus oceanicus
- Elasmus orientalis
- Elasmus pauliani
- Elasmus pavo
- Elasmus peraffinis
- Elasmus philippinensis
- Elasmus picturatus
- Elasmus pictus
- Elasmus platyedrae
- Elasmus polistis
- Elasmus pretiosus
- Elasmus psiadiae
- Elasmus pulchellus
- Elasmus pulex
- Elasmus pullatus
- Elasmus punctatulus
- Elasmus punctatus
- Elasmus punctulatus
- Elasmus punensis
- Elasmus queenslandicus
- Elasmus quingilliensis
- Elasmus rajasthanicus
- Elasmus richteri
- Elasmus ricinus
- Elasmus rossi
- Elasmus rufiventris
- Elasmus rugosus
- Elasmus schmitti
- Elasmus semipallidipes
- Elasmus senegalensis
- Elasmus serenus
- Elasmus setosiscutellatus
- Elasmus seyrigi
- Elasmus silvensis
- Elasmus smithii
- Elasmus solis
- Elasmus speciosissimus
- Elasmus splendidus
- Elasmus steffani
- Elasmus stellatus
- Elasmus striptogasteri
- Elasmus subauriceps
- Elasmus syngamiae
- Elasmus tananarivensis
- Elasmus telicotae
- Elasmus tenebrosus
- Elasmus tetrastichi
- Elasmus tischeriae
- Elasmus tolli
- Elasmus trifasciativentris
- Elasmus unguttativentris
- Elasmus unicolor
- Elasmus valparaianus
- Elasmus varius
- Elasmus westwoodi
- Elasmus vicinus
- Elasmus virgilii
- Elasmus virgo
- Elasmus viridiceps
- Elasmus viridiscutellatus
- Elasmus voltairei
- Elasmus yiei
- Elasmus zigzag